# Pseudopsammocythere reniformis
Pseudopsammocythere reniformis is een mosselkreeftjessoort uit de familie van de Krithidae. De wetenschappelijke naam van de soort is voor het eerst geldig gepubliceerd in 1868 door Brady.